# Šebrov-Kateřina
Šebrov-Kateřina è un comune della Repubblica Ceca facente parte del distretto di Blansko, in Moravia Meridionale.